# Il settimo figlio (film 2014)
Il settimo figlio (Seventh Son) è un film del 2014 diretto da Sergej Bodrov, adattamento cinematografico del romanzo dark fantasy L'apprendista del mago (ripubblicato poi, in concomitanza con l'uscita del film, come Il settimo figlio), primo libro della serie Wardstone Chronicles di Joseph Delaney, composta da 13 romanzi.

## Trama
La malvagia strega Madre Malkin viene imprigionata all'interno di una grotta dal maestro John Gregory, l'ultimo membro dei Falchi, un ordine di cavalieri che per secoli hanno difeso l'umanità dalle minacce soprannaturali. Molti anni passano ed un evento astronomico conosciuto come la Luna di Sangue riesce a rafforzare i poteri di Malkin, consentendole di trasformarsi in un drago e liberarsi dalla sua prigionia.
Poco tempo dopo il giovane apprendista di Gregory, William Bradley, corre in una taverna per avvisare il suo maestro che le campane di un villaggio vicino stanno suonando, segno che è richiesto il suo aiuto. Qui trovano una bambina posseduta e dopo vari tentativi di esorcizzarla scoprono sorpresi che è proprio Malkin a possedere la bambina. Dopo essere stata esorcizzata dalla ragazza, Malkin tenta di controllare William con la sua magia, ma l'apprendista riesce a resistervi. Nel tentativo di uccidere Malkin con il fuoco, William si sacrifica perdendo la vita, ma la strega riesce a fuggire.
Tom Ward è un giovane ragazzo che vive con i genitori contadini e la sorella nel bosco, lontano dal centro abitato e sogna di partire da casa per diventare un avventuriero. Ha visioni ricorrenti di Gregory e di una ragazza sconosciuta. Proprio Gregory raggiunge i suoi genitori, offrendo loro una grande quantità di denaro in cambio del permesso di prendere Tom come suo nuovo apprendista. Tom infatti non è un ragazzo comune, ma il settimo figlio di un settimo figlio. I genitori nonostante la paura acconsentono e la madre di Tom gli lascia in dono il suo ciondolo. Dopo essere partiti raggiungono una città. Qui Tom incontra un gruppo di persone che stanno per bruciare una giovane ragazza perché ritenuta una strega. Tom riconosce in lei la ragazza delle sue visioni, e rivelando alla folla di essere l'apprendista di maestro Gregory riesce a farsi consegnare la ragazza, lasciandola però libera. La ragazza dice a Tom di chiamarsi Alice e gli racconta cosa è successo al precedente apprendista di Gregory, sorte che è toccata anche a tutti i precedenti apprendisti.
Madre Malkin fa ritorno alla sua roccaforte sul monte Pendor, dove incontra Bony Lizzie, sua servitrice e madre di Alice, e inizia a richiamare a sé i suoi vecchi alleati, allo scopo di riconquistare il regno e vendicarsi di Gregory. Anche Alice arriva e Malkin la interroga a proposito della sua lealtà, sapendo che è una strega solo per metà, in quanto figlia di un padre umano. Alice si mostra subito diffidente nei suoi confronti.
Proseguendo la strada Tom fa conoscenza con Zanna, l'assistente orco di Gregory. Gregory inizia a dare i primi insegnamenti al ragazzo, spiegandogli che deve imparare velocemente a combattere le streghe, per sconfiggere Malkin prima che la luna di sangue sia piena. Tom incontra per la seconda volta Alice, inviata dalle altre streghe per spiare Gregory. Tuttavia Alice non si mostra munita di cattive intenzioni nei confronti di Tom.
In una città lungo la strada per la roccaforte di Malkin, Gregory e Tom sottomettono uno dei seguaci di Malkin: uno stregone orso mannaro di nome Urag. Qui Tom e Gregory hanno uno scontro verbale poiché Tom si rifiuta di uccidere lo stregone e i due si lasciano malamente. Tom prende in considerazione la possibilità di scappare con Alice, lasciando Gregory e Malkin alla loro guerra. Tuttavia Tom ha proprio quella notte una visione in cui Malkin, dopo aver ucciso Gregory scatena il suo potere distruttivo sul mondo intero. Raggiunto nuovamente Gregory, Tom fa pace con lui e Gregory gli racconta del suo passato: quando era giovane lui e Madre Malkin erano innamorati, ma poi Gregory s'innamora di un'altra donna, sposandola. Quando la strega lo scopri, fu presa dalla gelosia e uccise la sposa di Gregory. Il mago allora la catturò, ma incapace di ucciderla la imprigionò, questa è la fonte dell'odio di Gregory per le streghe. Proseguendo il viaggio si imbattono in un boggart: una creatura enorme e feroce che li costringe a fuggire. Tom dimostra tuttavia il suo valore contro la creatura, riuscendo ad ucciderla. Ancora stremati per lo scontro vengono attaccati da Bony Lizzie, che tenta di strappargli il cuore, ma Tom grazie allo scatenarsi improvviso del potere della pietra della madre riesce a curarsi e a mettere in fuga la strega, che afferma che quel talismano appartiene a Malkin. 
Gregory nota che il ciondolo è in realtà la Pietra dell'Ombra: il più potente e sacro talismano delle streghe, in grado di amplificare i loro poteri e di rendere le loro visioni più reali. Gregory racconta che un tempo la pietra apparteneva proprio a Madre Malkin e che nelle sue mani aveva poteri inimmaginabili, finché non le fu sottratta da una strega rivale, permettendo a Gregory di sconfiggerla. Interrogandosi su come Tom possa utilizzare un oggetto simile deducono che la madre di Tom era la strega che ha rubato a Malkin il manufatto in passato, e che questo potrebbe essere la fonte delle visioni del giovane.
Venuta a sapere della Pietra dell'Ombra Malkin ordina ad Alice di recuperarla, promettendole di risparmiare Tom se riuscirà nella missione. Lei e i suoi seguaci si dirigono poi nella vicina città, per distruggerla e vendicare la morte di Urag. Mentre i suoi alleati devastano la città appare la madre di Tom, che uccide il servitore Strix ma tuttavia viene uccisa da Malkin, che la schernisce per aver dato a Tom la pietra che avrebbe potuto salvarle la vita. Alice riesce a sottrarre la pietra a Tom, mandando su tutte le furie Gregory, che tenta di ucciderla, ma Tom si intromette tra i due, permettendole di fuggire e sostenendo che non è lei il nemico. Nel frattempo sopraggiunge un altro servitore di Malkin: Radu, che con i suoi assassini riesce a catturare Gregory e a far cadere Tom da una scogliera, convinto di averlo ucciso con la caduta. Mentre è privo di sensi Tom ha la visione di sua madre che lo informa della sua morte e gli dice di non piangerla e lo supplica di recuperare il talismano prima che Malkin lo usi per distruggere il mondo.
Al monte Pendor le streghe si riuniscono e Malkin tenta di usare i suoi poteri, amplificati dalla Pietra dell'Ombra, per sedurre Gregory e farlo diventare un suo alleato. Alice è distrutta nel venir a sapere che Tom è morto e per il rimorso delle sue azioni sottrae il talismano a Malkin e fugge, interrompendo la presa di potere su Gregory che liberatosi inizia a combattere contro Radu, mentre Bony Lizzie è costretta ad ostacolare Malkin per difendere sua figlia. Arriva anche Tom che viene ostacolato da Sarikin, la donna leopardo, che riesce a uccidere solo dopo aver recuperato la pietra, salvando poi Alice da Virahadra, il re delle spade, mentre Gregory uccide Radu. Dopo un breve combattimento sotto forma di draghi, Malkin sconfigge e uccide Bony Lizzie davanti ad Alice, ma viene gravemente ferita a sua volta. Gregory affronta Malkin nella sua stanza mentre lei sembra prossima alla morte. Malkin lo afferra con i suoi artigli ma Tom lancia un coltello a Malkin, liberando Gregory, e la finisce la strega bruciando il suo corpo.
Gregory riconosce la forza di Tom per aver compiuto ciò che lui non era riuscito a fare finora, e ritenendo il suo apprendistato completato gli incide il marchio dei Falchi, che indica il suo stato come suo successore. Alice decide di andarsene, ma promette a Tom che si incontreranno ancora. Tom è convinto di poter finalmente partire con Gregory come suo pari, ma quest'ultimo gli dice che è pronto per difendere da solo il regno insieme a Zanna, mentre Gregory vuole godersi la pensione, esortando Tom a non seguire le sue regole.
Tom, armato del bastone da combattimento di Gregory e della Pietra dell'Ombra, parte quindi insieme a Zanna verso la città più vicina dopo aver udito le campane suonare, segno che sono richiesti i loro servigi.

## Produzione
Gli effetti speciali del film sono stati realizzati grazie a un finanziamento della portata di 5 milioni di dollari alla compagnia della Rhythm & Hues Seeks, cui la produzione si è affidata e che è finita in bancarotta quando il film doveva ancora finire le riprese, perché venisse completato il lavoro sul film, dal momento che la Universal e la Fox avevano fornito prestiti non sufficienti per coprire l'opera per intero.

## Distribuzione
Il film è stato distribuito in Francia il 17 dicembre 2014. Negli Stati Uniti doveva essere distribuito il 17 gennaio 2014, ma la data è stata posticipata al 6 febbraio 2015. In Italia è uscito nelle sale cinematografiche il 19 febbraio 2015.

## Riconoscimenti
- 2015 - Razzie Awards
  - Candidatura per la peggior attrice non protagonista a Julianne Moore